# Hypotonique

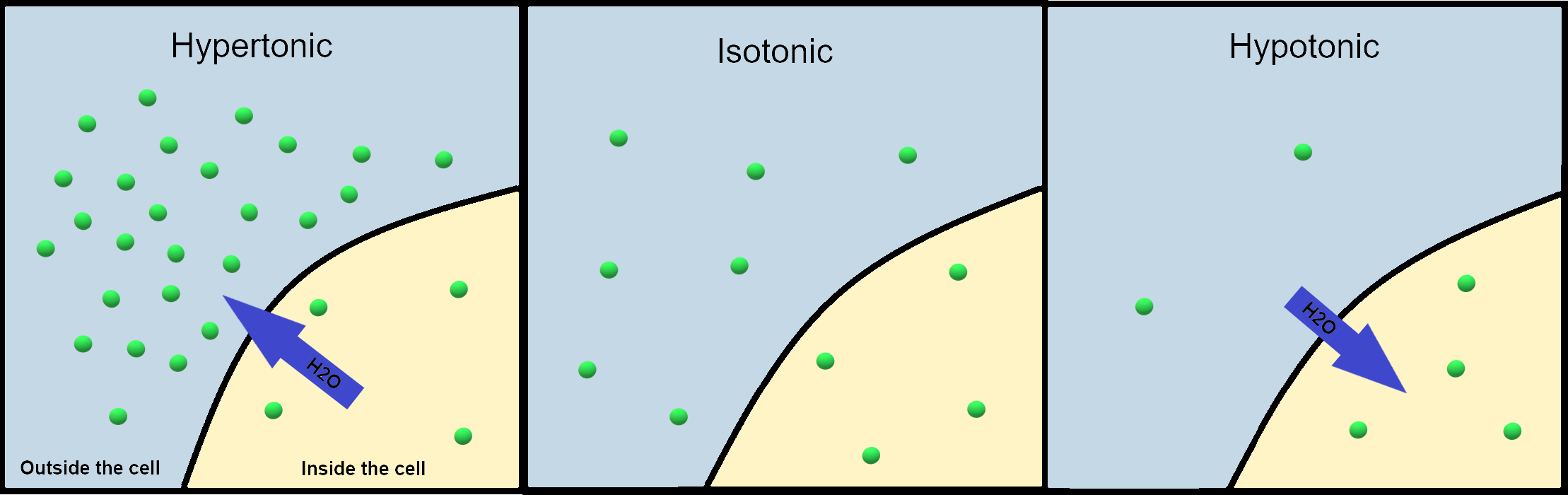
Schéma du Mouvement de l'eau, dû à l'osmose d'une cellule dans trois solutions différentes, tonicité. Dans une solution hypertonique, l'eau sort de la cellule. Dans une solution isotonique, il n'y a pas de mouvement net d'eau. Dans une solution hypotonique, l'eau pénètre dans la cellule.

En biologie, un environnement cellulaire hypotonique est un environnement ayant une concentration en solutés inférieure à celle du cytoplasme. Dans un environnement hypotonique, l'osmose incite l'eau à entrer dans la cellule. Les plantes flottent dans des environnements hypotoniques. Leurs cellules ont une paroi cellulaire rigide qui les empêche d'éclater. En fait, la pression du cytoplasme sur la paroi cellulaire empêche la plante de perdre sa marque.
D'un autre côté, une cellule sans paroi va gonfler, et, si l'environnement est suffisamment hypotonique, elle va éclater et mourir (parfois appelé la cytolyse ou la lyse osmotique). Certains protistes (comme les Paramecium) vont contrer ceci grâce à des vacuoles contractiles qui vont pomper l'eau en dehors de la cellule.
La sueur est un exemple de milieu hypotonique.
Le contraire d'hypotonique est hypertonique ; l'état intermédiaire est appelé isotonique.